# Озеако (Удине)
Озеако је насеље у Италији у округу Удине, региону Фурланија-Јулијска крајина.
Према процени из 2011. у насељу је живело 299 становника. Насеље се налази на надморској висини од 506 м.